# 棕背小霸鹟属
棕背小霸鹟属（学名：Lessonia）是霸鹟科的一属。

## 下属物种
本属包括以下物种：
- 萨氏小霸鹟 Lessonia oreas (P.L.Sclater & Salvin, 1869)
- 棕背小霸鹟 Lessonia rufa (Gmelin, 1789)